# Danis Ilgizovich Zubairov
Danis Ilgizovich Zubairov (tiếng Nga: Данис Ильгизович Зубаиров; sinh ngày 7 tháng 3 năm 2002) là một cầu thủ bóng đá người Nga.

## Sự nghiệp câu lạc bộ
Anh có màn ra mắt tại Giải bóng đá quốc gia Nga cho FC KAMAZ Naberezhnye Chelny vào ngày 19 tháng 9 năm 2021 trong trận đấu với FC Neftekhimik Nizhnekamsk.